# 韩林海
韩林海（1967年10月—），男，内蒙古乌拉特前旗人，广西大学教授、博士生导师，曾任广西大学校长。现任清华大学土木工程系教授

## 生平
2000年起在福州大学工作，2004年任福州大学土木建筑工程学院副院长。
2005年转至清华大学土木水利学院工作，2010年任清华大学土木水利学院土木工程系主任，2017年任清华大学土木水利学院副院长。
2020年转至广西大学工作，任广西大学副校长，并兼任广西大学土木建筑工程学院院长。2022年4月，任广西大学校长。
2025年7月17日，广西壮族自治区人民代表大会常务委员会公告提到，自治区第十四届人民代表大会代表韩林海已调离广西。依照《中华人民共和国全国人民代表大会和地方各级人民代表大会代表法》的有关规定，韩林海的代表资格自行终止